# Урочище «Твани» (заказник)
Уро́чище «Тва́ни» — ботанічний заказник місцевого значення в Україні. Розташований у межах Ніжинського району Чернігівської області, між селами Перебудова і Діброва. 
Площа 767 га. Статус присвоєно згідно з рішенням Чернігівської обласної ради від 11.04.2000 року. Перебуває у віданні ДП «Ніжинське лісове господарство» (Носівське л-во, кв. 161-184). 
Статус присвоєно для збереження частини лісового масиву віком 70—80 років з високопродуктивними насадженнями дуба. У домішку: липа, сосна, береза та інші. В трав'яному покриві: яглиця звичайна, конвалія звичайна, ряд псамофітних злаків.